# Léonard Delphini
Léonard Delphini "Le Gènois" (XIVe siècle, Gênes- 1438, Nîmes) est un prélat français du XVe siècle, évêque de Nîmes.

## Biographie
Après la mort de Nicolas Habert, Martin V, sans attendre l'élection du chapitre, nomme en 1429, le docteur en droit Léonard Delphini, alors archidiacre de Posquières. Les chanoines, s'assemblant pour la forme, confirment ce choix. Depuis la fin du schisme, l'église de Nimes se rattache à celle de Rome.